# المنارة (جيان)
المنارة هي قرية قرب مدينة جيان في إسبانيا.